# 勒扎溫齊
48°30′12″N 26°4′41″E / 48.50333°N 26.07806°E
勒扎溫齊（烏克蘭語：Ржавинці）是位於烏克蘭西南部的村莊，由切爾諾夫策州切爾諾夫策區的尤爾基夫齊市鎮負責管轄。該村海拔高度261米，2001年人口3,079，99%居民使用烏克蘭語。